# Franz Anton Bicking
Franz Anton Bicking (Pseudonym: Ludwig Rüben; * 31. März 1809 in Erfurt; † 4. Januar 1873 in Berlin) war ein deutscher Mediziner und Schriftsteller.

## Leben
Als Sohn eines Generalarztes der polnisch-französischen Armee und späteren praktischen Arztes geboren, studierte Bicking nach dem Besuch des Gymnasiums in Erfurt und des Seminarum Theodorianum sowie des Jesuiten-Kollegs in Paderborn, Medizin in Jena und Berlin. Während seines Studiums wurde er 1831 Mitglied der Jenaischen Burschenschaft/Arminia. In Berlin wurde er 1833 zum Dr. med. promoviert. In Berlin war er als Einjährig-Freiwilliger Chirurg beim Neuchâteler Schützenbataillon.
Nach seinem Examen und der Approbation ließ er sich 1833 als praktischer Arzt in Wandsleben bei Erfurt und 1838 in sächsischen Mühlhausen nieder. 1834 wurde er wegen seiner Mitgliedschaft in der Burschenschaft verhört. Im Schwarzen Buch der Frankfurter Bundeszentralbehörde wurde er als Mitglied Nr. 124 der Jenaer Burschenschaft verzeichnet, jedoch nicht weiter verfolgt. 1842 zog er nach Berlin. Dort scheiterte er Ende der 1840er Jahre mit einer Habilitation.
Neben seiner Praxis war er als Leibarzt des preußischen Prinzen Albrecht tätig, den er auf mehreren Reisen in den Osten und den Kaukasus begleitete und an dessen Seite er 1864 im Deutsch-Dänischen Krieg, 1866 im Deutschen Krieg und 1870/71 im Deutsch-Französischen Krieg diente.
Bicking beschäftigte sich wissenschaftlich mit Homöopathie und war Vorsitzender des Prüfungsausschusses für homöopathische Ärzte zur Erlangung des Rechts zum Selbstdispensieren. In den 1840er Jahren wurde er Sanitätsrat, später Geheimer Sanitätsrat.
1859 wurde er Mitglied der Gemeinnützigen Gesellschaft zu Erfurt. Er war befreundet mit Heinrich Theodor Rötscher und Ludwig Dessoir.

## Ehrungen
- Preußischer Roter Adlerorden, Ritterkreuz
- Eisernes Kreuz

## Veröffentlichungen (Auswahl)
- De phthisi laryngea. Dissertation Universität Berlin 1833.
- Die Verirrungen der Medicin von ihrem Grundprincip und die Feststellung desselben in der homöopathisch-specifischen Heillehre. Berlin 1843.
- Das Prinzip der Medizin in seiner Folgerung aus dem Begriff des Organischen. Berlin 1847.
- Muhamed. Ein Epos (= Reclams Universal-Bibliothek, Band 48). Als Ludwig Rüben. Reclam Verlag, Leipzig 1868.
- Jacob Molay, ein Drama in fünf Acten (= Reclams Universal-Bibliothek, Band 133). Als Ludwig Rüben, Reclam Verlag, Leipzig 1868.
- Philosophie des Bewusstseines in Bezug auf das Böse und das Übel. Berlin 1873.